# Panurgus canescens
Panurgus canescens là một loài Hymenoptera trong họ Andrenidae. Loài này được Latreille mô tả khoa học năm 1811.